# Jaquirana
Jaquirana egy község (município) Brazíliában, Rio Grande do Sul állam északkeleti részén, a Gaúcho-hegységben. 2021-ben becsült népessége 3611 fő volt.

## Története
Területén kaingangok laktak, a 17. században pedig spanyol jezsuiták érkeztek a vidékre és szarvasmarhát kezdtek tenyészteni a füves területeken, hogy ellássák az ún. Sete Povos das Missões redukcióit. A 18. században portugálok érkeztek (felderítők, rabszolgavadászok, csempészek), a spanyolokat kiszorították.
Jaquirana története akkor kezdődött, amikor olasz és német telepesek hatoltak be a Gaúcho-hegységbe, főként fakitermelő központok létrehozását tervezve. Akkoriban a környék nagy részét még sűrű délfenyő-erdők borították. A kis településmagok a folyóvölgyekben alakultak ki, főként az Antas és a Tainhas folyók vidékén. 1900-ban a telepesek falu létrehozásáról döntöttek, és ennek céljából földeket vásároltak a helyi birtokosoktól. A település kezdeti neve Vista Alegre volt.
1916-ban São Francisco de Paula de Cima da Serra kerületévé nyilvánították Vista Alegre néven. 1938-ban neve Chapéura változott, majd 1944-ben Jaquiranára, amely tupi–guarani nyelven énekeskabócát jelent (ya-qui-rana). 1987-ben függetlenedett és 1989-ben önálló községgé alakult. 1990-ben határai kis mértékben változtak.

## Leírása
Székhelye Jaquirana, második kerülete Chapada. A község területe változatos: hegyek, dombok, völgyek, mezők, amelyeket folyók szelnek át. Legmagasabb pontja 1102 méter tengerszint feletti magasságú. Területén van részben a Tainhas állami park (Parque Estadual do Tainhas), amely a Tainhas folyó völgyében, a Taperinha és a Junco patakok közötti szakaszon található délfenyő-erdőket, mezőket és mocsarakat védi. Számos természeti látványosság van a községben, különösen vízesések.
Gazdasága ma is a fakitermelésre összpontosul. Jelentős még a gyümölcstermesztés (alma, őszibarack), szarvasmarha-tenyésztés, és a szolgáltatások. Az embereknek mintegy 60%-a lakik városon.